# Съботска гара
Съботската гара (на гръцки: Σιδηροδρομικός σταθμός Αριδαίας) е гарова сграда в македонския град в Мъглен Съботско (Аридеа), Гърция. Сградата е обявена за паметник на културата в 1992 година като една от малкото запазени дековилни гари в Гърция.

## Описание
Сградата е построена в 1916 година по време на Първата световна война от съглашенските войски, за да обслужва така нареченото Влакче на Караджова - дековилка с ширина на междурелсието 0,60 m за снабдяване на войските на Антантата на Солунския фронт.
В 2002 година в сградата на гарата е настанен Природонаучният музей на града.